# Lista de filmes oficiais da Copa do Mundo FIFA
Este artigo traz uma Lista dos Filmes Oficiais da Copa do Mundo FIFA
| Torneio      | País-Sede             | Título do Filme (em português)                                                            | Narrador                                              | Notas                                                                         |
| ------------ | --------------------- | ----------------------------------------------------------------------------------------- | ----------------------------------------------------- | ----------------------------------------------------------------------------- |
| Copa de 1954 | Suíça                 | German Giants (Gigantes Alemães)                                                          | Emil Fersil                                           | [ 2 ]                                                                         |
| Copa de 1958 | Suécia                | Hinein!                                                                                   | Herbert Zimmermann; Heribert Meisel; Heinz Gottschalk | Filme produzido pela Universum Film AG com comentários em alemão.             |
| Copa de 1962 | Chile                 | Viva Brazil                                                                               |                                                       | [ 2 ]                                                                         |
| Copa de 1966 | Inglaterra            | Goal!                                                                                     | Nigel Patrick                                         | O primeiro filme oficial em cores (monocromático).                            |
| Copa de 1970 | México                | The World at Their Feet (O Mundo a Seus Pés)                                              | Patrick Allen                                         | [ 2 ] [ 5 ]                                                                   |
| Copa de 1974 | Alemanha Ocidental    | Heading for Glory                                                                         | Joss Ackland                                          | [ 2 ]                                                                         |
| Copa de 1978 | Argentina             | Campeones                                                                                 | Steve Hudson                                          | [ 2 ]                                                                         |
| Copa de 1982 | Espanha               | G'ole!                                                                                    | Sean Connery                                          | [ 2 ] [ 6 ]                                                                   |
| Copa de 1986 | México                | Hero                                                                                      | Michael Caine                                         | [ 2 ] [ 7 ]                                                                   |
| Copa de 1990 | Itália                | Soccer Shoot-Out                                                                          | Edward Woodward                                       | [ 2 ]                                                                         |
| Copa de 1994 | Estados Unidos        | Two Billion Hearts (Todos os Corações do Mundo)                                           | Liev Schreiber                                        | [ 2 ] [ 8 ]                                                                   |
| Copa de 1998 | França                | La Coupe de la Gloire                                                                     | Sean Bean                                             | [ 2 ]                                                                         |
| Copa de 2002 | Coreia do Sul e Japão | Seven Games from Glory (Sete Jogos para a Glória)                                         | Robert Powell                                         | [ 2 ]                                                                         |
| Copa de 2006 | Alemanha              | The Grand Finale                                                                          | Pierce Brosnan                                        | Lançado Diretamente em vídeo                                                  |
| Copa de 2010 | África do Sul         | The Official 2010 FIFA World Cup Film in 3D (Filme Oficial Copa do Mundo Fifa 2010 em 3D) | Ian Darke                                             | Blu-ray 3D de 64 minutos, com a cobertura dos 25 jogos e 3D. Com entrevistas. |
| Copa de 2014 | Brasil                | The Road to Maracana: The Official 2014 FIFA World Cup Film                               | Sem narrador                                          | Disponível no Prime Video e YouTube                                           |
| Copa de 2018 | Rússia                | Dreams - The Official Film of the 2018 FIFA World Cup™                                    | Damian Lewis                                          | Disponível no Amazon Prime Video e YouTube                                    |
| Copa de 2022 | Catar                 | Written in the Stars                                                                      | Michael Sheen                                         | Disponível no FIFA+                                                           |